# Parsonsia blakeana
Parsonsia blakeana är en oleanderväxtart som beskrevs av J.B. Williams. Parsonsia blakeana ingår i släktet Parsonsia och familjen oleanderväxter. Inga underarter finns listade i Catalogue of Life.